# Candelaria (Tenerife)
Candelaria es un municipio perteneciente a la provincia de Santa Cruz de Tenerife, en la isla de Tenerife —Canarias, España—.
La capital municipal es la villa de Candelaria, situada a 2 m s. n. m.
El municipio es sede de la Virgen de Candelaria, patrona general de Canarias, por lo que es también denominado Villa Mariana de Candelaria. Está considerado como el lugar sagrado y de peregrinaje por excelencia del archipiélago. Cada 2 de febrero y 14 y 15 de agosto miles de peregrinos de todas las islas llegan a la Villa Mariana para celebrar la fiesta de la patrona en la llamada «caminata a Candelaria».
El municipio tiene una gran importancia no solo religiosa, sino también histórica, pues en él se unieron las culturas guanche y castellana en torno a la imagen de la Virgen.

## Toponimia
El municipio toma el nombre de la principal población, que a su vez procede de la imagen religiosa venerada en ella.

## Símbolos

### Escudo
El 10 de enero de 1958 el Consejo de Ministros acordó autorizar al ayuntamiento de Candelaria crear su escudo heráldico municipal, que se describe así: «Escudo cortado. 1º Sobre cueva de riscos al natural, la Virgen de Candelaria en estatua, y a sus plantas, uno a cada lado, dos guanches, con su primitiva indumentaria de zalea, prosternados adorándola. 2º Sobre campo de gules, una torreta o castillo achatado de su color y a ambos costados del mismo, una valla de madera y muro de cantería. Dicha torreta y vallado, sobre el mar agitado de azul y argent y en el mismo, nadando, dos peces de plata afrontados. Orla de plata con tres ollas o vernegales de gules, puestos uno arriba y los otros dos, uno a cada lado, cargándola. Timbre: Corona Real antigua de los Reyes Católicos, de oro».

### Bandera
Aunque oficialmente el municipio no cuenta con bandera, el ayuntamiento utiliza de forma oficiosa una bandera blanca con el escudo municipal en el centro.

## Geografía
Se extiende por el sector sureste de la isla, limitando con los municipios de El Rosario, El Sauzal, La Matanza de Acentejo, La Victoria, Santa Úrsula y Arafo.
Candelaria se encuentra a una altitud media de 878 m s. n. m. y abarca una superficie de 49,18 km², ocupando el 15.º puesto de la isla y el 26.º de la provincia.

### Orografía
Candelaria se sitúa en el extremo septentrional del valle de Güímar, presentando una acentuada complejidad topográfica. En el sector meridional y en las proximidades de la costa aparecen espacios relativamente llanos, donde se sitúan las entidades de población más importantes, mientras que la zona norte se corresponde con una zona montañosa. La Ladera de Chafa, límite norte del Valle, constituye el elemento del relieve más destacado. Presenta el aspecto de un enorme paredón que se inicia en el Lomo el Yugo, a unos 1730 m s. n. m., y finaliza formando un acantilado —Los Órganos— a escasa distancia de la costa. En los límites con el municipio de Arafo se encuentra el malpaís originado por la Media Montaña —1228 metros—, con varios kilómetros de recorrido a favor de la pendiente. Muy cerca de éste, destacando por su aspecto blanquecino, existen acumulaciones de pumitas de cierta importancia; reciben el nombre de «toscas» y de ahí el topónimo Toscas de la Viuda con que se conoce el sector. Al pie de la Ladera de Chafa se localizan importantes depósitos de aluviones procedentes de los barrancos de Araca, El Fuerte y Chacorche, que son intensamente explotados en la actualidad. El litoral de Candelaria es variado; el sector septentrional, entre la Montaña Bermeja y Las Tablas, forma un acantilado de un centenar de metros; en el resto predominan las playas, algunas de fina arena negra.

### Hidrografía
El término municipal se halla atravesado por multitud de barrancos, siendo los de mayor entidad el barranco de la Tapia, el Barranco Hondo —límite municipal con El Rosario y del que toma nombre una de las localidades del término—, barranco Chese o Amanse, barranco Araca, barranco Aroba, barranco Arepo o de las Gambuesas, y el barranco Chipás.

### Clima
| Parámetros climáticos promedio de Candelaria (1982-2012) | Parámetros climáticos promedio de Candelaria (1982-2012) | Parámetros climáticos promedio de Candelaria (1982-2012) | Parámetros climáticos promedio de Candelaria (1982-2012) | Parámetros climáticos promedio de Candelaria (1982-2012) | Parámetros climáticos promedio de Candelaria (1982-2012) | Parámetros climáticos promedio de Candelaria (1982-2012) | Parámetros climáticos promedio de Candelaria (1982-2012) | Parámetros climáticos promedio de Candelaria (1982-2012) | Parámetros climáticos promedio de Candelaria (1982-2012) | Parámetros climáticos promedio de Candelaria (1982-2012) | Parámetros climáticos promedio de Candelaria (1982-2012) | Parámetros climáticos promedio de Candelaria (1982-2012) | Parámetros climáticos promedio de Candelaria (1982-2012) |
| Mes                                                      | Ene.                                                     | Feb.                                                     | Mar.                                                     | Abr.                                                     | May.                                                     | Jun.                                                     | Jul.                                                     | Ago.                                                     | Sep.                                                     | Oct.                                                     | Nov.                                                     | Dic.                                                     | Anual                                                    |
| -------------------------------------------------------- | -------------------------------------------------------- | -------------------------------------------------------- | -------------------------------------------------------- | -------------------------------------------------------- | -------------------------------------------------------- | -------------------------------------------------------- | -------------------------------------------------------- | -------------------------------------------------------- | -------------------------------------------------------- | -------------------------------------------------------- | -------------------------------------------------------- | -------------------------------------------------------- | -------------------------------------------------------- |
| Temp. máx. media (°C)                                    | 20.6                                                     | 20.6                                                     | 21.8                                                     | 22.6                                                     | 23.8                                                     | 25.9                                                     | 28.2                                                     | 29.4                                                     | 27.8                                                     | 26.2                                                     | 23.3                                                     | 21.7                                                     | 24.3                                                     |
| Temp. media (°C)                                         | 17.5                                                     | 17.5                                                     | 18.4                                                     | 19.0                                                     | 20.2                                                     | 22.3                                                     | 24.3                                                     | 25.1                                                     | 24.3                                                     | 22.8                                                     | 20.3                                                     | 18.6                                                     | 20.9                                                     |
| Temp. mín. media (°C)                                    | 14.4                                                     | 14.5                                                     | 15.0                                                     | 15.5                                                     | 16.6                                                     | 18.7                                                     | 20.4                                                     | 20.8                                                     | 20.9                                                     | 19.4                                                     | 17.4                                                     | 15.6                                                     | 17.4                                                     |
| Precipitación total (mm)                                 | 44                                                       | 37                                                       | 28                                                       | 13                                                       | 4                                                        | 2                                                        | 0                                                        | 0                                                        | 4                                                        | 29                                                       | 50                                                       | 57                                                       | 268                                                      |
| Fuente: Climate-data.org                                 |                                                          |                                                          |                                                          |                                                          |                                                          |                                                          |                                                          |                                                          |                                                          |                                                          |                                                          |                                                          |                                                          |

### Flora
Candelaria conserva en gran parte una variada vegetación. Las zonas costeras, muy urbanizadas, han perdido gran parte de su cobertura natural, estando representadas algunas formaciones de tabaibal-cardonal. Las medianías, intensamente explotadas para el cultivo, se componen de matorrales de sustitución, destacando los tunerales de Opuntia ssp., las comunidades de incienso Artemisia thuscula y vinagrera Rumex lunaria, y los tabaibales de Euphorbia lamarckii. En las cumbres predomina el pinar de pino canario Pinus canariensis, junto a plantaciones de pino insigne Pinus radiata y eucalipto Eucalyptus ssp., y matorrales de escobón Chamaecytisus proliferus y codeso de cumbre Adenocarpus viscosus. En algunos barrancos como el de Añaco destacan las comunidades de balo Plocama pendula, así como un acebuchal de Olea cerasiformis en el del Seifón. En sectores de la Ladera de Chafa sobresalen los matorrales de retama blanca Retama rhodorhizoides.

### Espacios protegidos
En el territorio municipal se encuentran parte del parque natural de la Corona Forestal y de los paisajes protegidos de Las Lagunetas y Siete Lomas, todos incluidos en la Red Canaria de Espacios Naturales Protegidos. Estos espacios se encuentran también incluidos en la Red Natura 2000 como Zonas Especiales de Conservación y Zonas de Especial Protección para las Aves.
Candelaria también cuenta con parte de los Montes de Utilidad Pública «Chivisaya» y «Fayal, Valle y Chafa».

## Historia

### Etapa guanche: antes del sigloxv

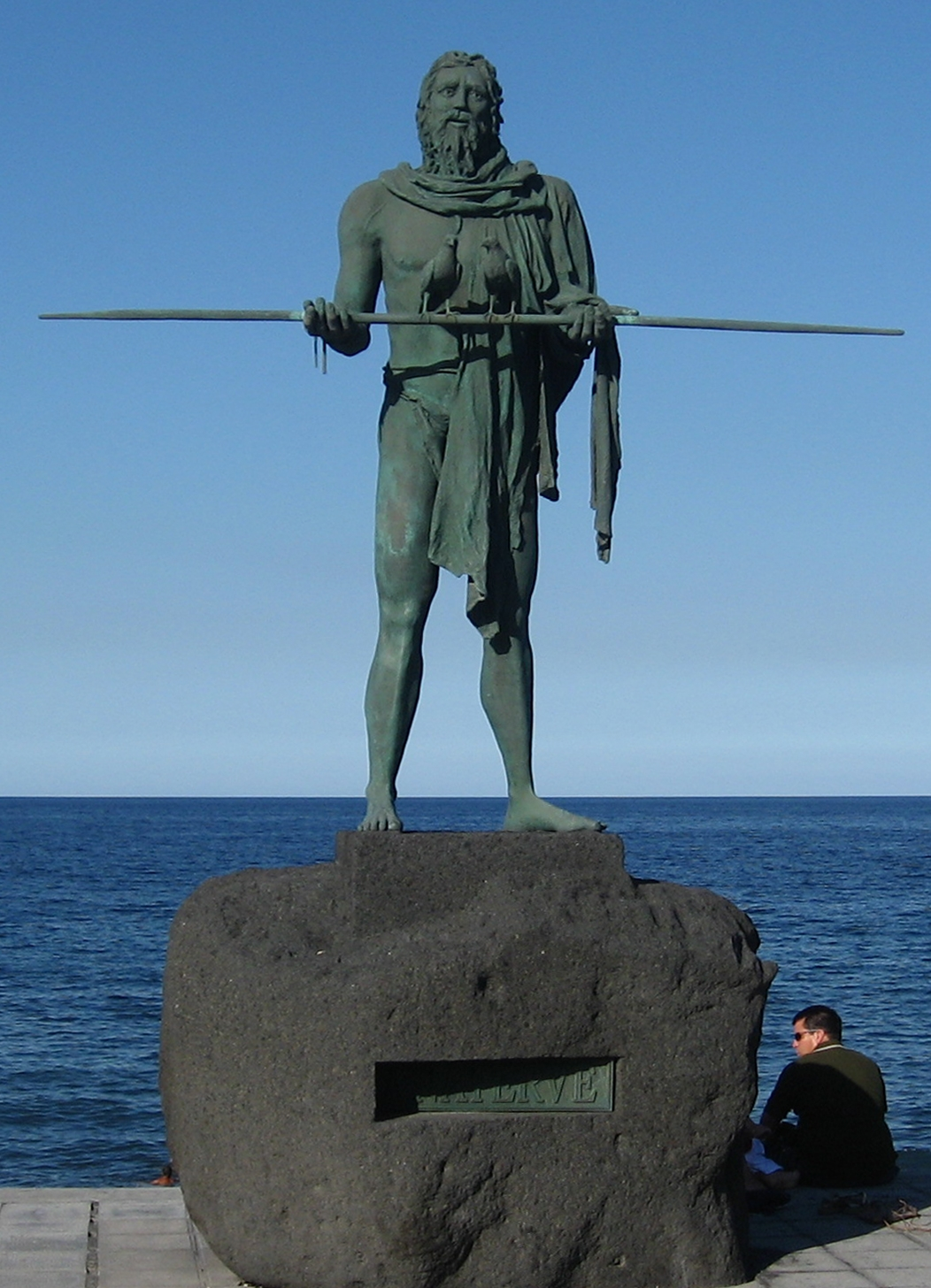
Estatua de Añaterve, mencey de Güímar, en la plaza de la Patrona de Canarias

La zona sobre la que se asienta el municipio ha sido objeto de ocupación humana desde época guanche, hace aproximadamente dos mil años, según atestiguan los yacimientos arqueológicos encontrados. Este territorio pertenecía al reino o menceyato de Güímar.
Hacia 1446 los guanches trasladan la imagen de la virgen de Candelaria, que había aparecido en la playa de Chimisay entre 1390 y 1401 y había sido colocada en la cueva del mencey—, a la cueva de Achbinico dentro del moderno término municipal de Candelaria por intercesión del guanche cristiano Antón.
Hacia 1458 se fundó en torno a la imagen un eremitorio de misioneros franciscanos que contó con tres religiosos, quienes convivieron con los guanches, predicaron en su lengua y bautizaron a muchos de ellos, lo que posibilitó que el bando de Güímar se aliara desde un principio con los conquistadores a la llegada de estos en 1494.

### Conquista y colonización europeas: siglosxvyxvi
Acabada la conquista, el 2 de febrero de 1497 el Adelantado de las Islas Canarias, Alonso Fernández de Lugo celebró la primera fiesta de la Purificación o de las Candelas en la cueva de Achbinico, siendo desde entonces frecuentes las visitas al primitivo santuario, abriéndose poco después el camino de Candelaria, única vía terrestre que unía los pueblos del sur de la isla.
A lo largo del siglo xvi fue creciendo el pueblo de Candelaria alrededor del santuario. Por entonces era el lugar más poblado del Valle de Güímar y estaba habitado en un principio casi exclusivamente por guanches. En la tazmía de 1552 ya era el pueblo más importante del Valle, con veintiséis casas y 148 personas, mientras que Güímar y Arafo juntos sólo sumaban quince casas y 75 personas. En 1587, Candelaria contaba con una pila o Beneficio con 60 vecinos, en los que se incluían también los establecidos en Arafo, Güímar y Fasnia. Según el cronista Fray Alonso de Espinosa, en Candelaria y Güímar «habitan los naturales Guanches que han quedado, que son pocos porque ya están mezclados; y habitan allí por respeto de la Santa Imagen de Candelaria».

### Antiguo Régimen: siglosxviiyxviii
En 1630 la sede parroquial de la comarca pasó a la iglesia de San Pedro de Güímar, pero ante las protestas de los vecinos de Candelaria se creó en 1639 una ayuda de parroquia en Santa Ana, dependiente de la de Güímar y con jurisdicción sobre Arafo.
En la obra del religioso Juan Núñez de la Peña Conquista y antigüedades de las islas de Gran Canaria y su descripción se dice del lugar:

CANDELARIA. El lugar de Candelaria está cuatro leguas de la Ciudad, y para ir a él se baja una cuesta pendiente de media legua, pero pásase a caballo; este lugar tiene el nombre de su patrona la santa y milagrosa imagen de nuestra señora de Candelaria, en cuyo término fue aparecida a los guanches (...); está este lugar junto al mar; tiene su parroquia, que la gobierna el beneficiado de Güímar, (...); tiene un convento de religiosos de la orden de Sto. Domingo, en el cual está la santa imagen de nuestra señora, y una ermita de la Magdalena, y otra de Santiago; cerca del convento está la cueva, que llaman de S. Blas, en donde nuestra señora estuvo en tiempos de los Guanches, y después de conquistada esta isla sirvió muchos años de parroquia; un cuarto de legua de este lugar está una ermita de nuestra señora del Socorro, cerca de adonde la Virgen fue aparecida; el alcalde de este lugar es el mismo de Güímar y Arafo.
Juan Núñez de la Peña, 1676.

En 1697 se construyó el castillo o torre de San Pedro junto al convento dominicio, para defender a la población y los tesoros del templo.
En 1768 el rey Carlos III crea los cargos públicos de síndico personero, diputado del común y fiel de fechos para los lugares que contaran con alcalde real, siendo elegidos por los propios vecinos mediante sufragio censitario. Se forma así el primer ayuntamiento de Candelaria.
Candelaria compartió alcalde con Arafo, Güímar y Fasnia desde comienzos del siglo xvi hasta 1722. A partir de ese año y hasta 1770, lo hizo con Arafo y Güímar; y desde entonces hasta 1798 sólo con Arafo. En esta última fecha la jurisdicción de su alcalde pedáneo, elegido por el vecindario, se restringió a la que constituye el moderno municipio.
El historiador tinerfeño José de Viera y Clavijo describe Candelaria a finales del siglo xviii de la siguiente manera:

CANDELARIA. Dista 1 legua de Güímar y 4 de La Laguna. Su situación es un espacioso arenal, que forma a la orilla del mar, mirando al Oriente, la ensenada o boca del barranco. Redúcese a un hermoso convento de PP. dominicos, que se intitula real, y a un suntuoso y bien adornado templo de 3 naves, en donde vienen todas las islas a venerar a su Patrona general N. S. de Candelaria, hallada entre los guanches. La santa imagen se viste de algunos años a esta parte con riquísimos vestidos, y tiene muy preciosas joyas; un elegante camarín, gran trono de plata, lámparas y otras muchas alhajas, votos de los fieles y peregrinos. El convento está contiguo a un alto risco por la espalda, y por los otros 3 costados vallado con una estacada o rastrillo que le hace plazuela. En un ángulo, a la orilla del agua, se ve un castillo con alguna artillería de bronce. En lo alto del referido risco hay una escalera abierta a pico, para retirar la imagen y el tesoro en caso de invasión, o para entrar socorro al castillo. La comunidad es como de 25 religiosos, y hay celdas destinadas para huéspedes y romeros, además de la grande hospedería y casas del ayuntamiento para las célebres fiestas de febrero
y agosto. Se puede decir que este Santuario está en desierto, bien que un poco más arriba hay una iglesia ayuda de parroquia de Güímar con un teniente, y muchas casillas y cuevas habitables. El vecindario es de 1895 personas, algunas en los pagos de Barranco Hondo, Gueste, Araya y Arafo. Por lo general, todos estos vecinos de Candelaria son pescadores, y las mujeres olleras, que se ocupan en aquellos graciosos búcaros y barros que tanto se estiman aún fuera de las islas. Hay 3 ermitas, de que cuidan los mismos religiosos por donación antigua: San Blas, en la cueva donde estaba la santa imagen en tiempo de los infieles, la Magdalena y Santiago.
José de Viera y Clavijo, 1772-1773.

### Etapa moderna: siglosxixyxx
En 1812 Candelaria se convierte en municipio independiente sobre la base de la nueva organización municipal surgida de la Constitución de Cádiz, consolidándose como tal a partir de 1836 cuando se le dota de poder económico.
En noviembre de 1826 unas intensas lluvias provocaron un aluvión que arrasó con el castillo de San Pedro, llevándose a la guarnición y toda la artillería, con una docena de casas y asoló el convento dominico, desapareciendo la imagen original de la Virgen de Candelaria que había aparecido a los guanches. Por esta razón, la imagen que actualmente se venera en la basílica es una réplica.
A lo largo del siglo xix tuvo gran importancia el tráfico de cabotaje por el puerto del Pocillo hasta que en 1870 el puerto fue quedando en desuso, quedando limitado a puerto pesquero. Durante esta centuria, los vecinos de Candelaria se ocupaban mayormente en pesca y en fabricar barcos para ella, mientras que las mujeres hacían loza de barro.
Pascual Madoz dice de Candelaria en su Diccionario hacia mitad del siglo xix:

CANDELARIA'; lugar con ayuntamiento (...) en la isla y diócesis de Tenerife, partido judicial y administración de rentas de Sta. Cruz de Tenerife; SITUADO en un espacioso arenal que forma a la orilla del mar mirando al Este la ensenada ó boca del barranco, es combalido mas principalmente por los vientos del Norte y brisas que hacen su CLIMA templado y saludable; se compone de varios pagos en que se hallan distribuidas las CASAS, denominados Barranco hondo, Güeste, Araya, etc.; tiene una escuela de primeras letras á que concurren 20 discípulos; otra para las niñas á que asisten 6, y una iglesia parroquial (Sta. Ana) servida por un cura do entrada y ordinaria provisión, un esclaustrado, un sacristán y un sochantre; el cementerio ocupa un parage ventilado; (...) también una ermita en el pago de Güeste, dedicada a la Santísima Trinidad, otra a San Blas en la cueva donde estaba la Sta. imagen en tiempo de los ínfleles, y otras 2 tituladas la Magdalena y Santiago. Confina el TÉRMINO por Norte con el del pago del Rosario; por Este con la cumbre; por Sur con el de Arafo; y por Oeste con el mar; el TERRENO es arido y poco fértil; la calidad de sus tierras de barro y tosca, no admite otra clase de árboles después de la plantación de vides, que higueras, perales, duraznos y algunos castaños; hacia la cumbre hay un monte pinar; los CAMINOS son locales y se hallan en mal estado; el CORREO se recibe por balijero de la administración de Güímar, regularmente una vez al mes; PRODUCCIÓN: trigo, cochinilla, vinos, patatas y frutas; cría poco ganado, y pesca en la mar; INDUSTRIA: casi todos los vecinos se dedican á la pesca y las mujeres á la fabricación de los preciosos búcaros y barros que tanto se estiman aun fuera de las islas; el COMERCIO se reduce á alguna producción, á los objetos de a industria por lo que importan los artículos que les hacen falta. POBLACIÓN: 449 vecinos, 1688 almas...
Pascual Madoz, 1846.

El 8 de marzo de 1957 se le concedió a Candelaria el título de villa, dado su origen y trayectoria religiosa.

## Demografía
Cuenta con una población de 28 795 habitantes (INE 2024).
| Gráfica de evolución demográfica de Candelaria entre 1842 y 2021                                                      |
| |
| Población de derecho según los censos de población del INE. Población de hecho según los censos de población del INE. |

A 1 de enero de 2020 el municipio de Candelaria tenía un total de 28 383 habitantes, ocupando el 9.º puesto en número de habitantes tanto de la isla de Tenerife como de la provincia de Santa Cruz de Tenerife, así como el 18.º de la comunidad autónoma de Canarias.
La población relativa era de 573,05 hab./km².
Por sexos contaba con 13 774 hombres y 14 609 mujeres.
Del análisis de la pirámide de población se deduce que:
- La población comprendida entre 0 y 14 años era el 14 % (4 086 personas) del total;
- la población entre 15 y 64 años se correspondía con el 70 % (19 768 pers.);
- y la población mayor de 65 años era el 16 % (4 529 pers.) restante.

En cuanto al lugar de nacimiento, el 73 % (20 746 pers.) había nacido en Canarias, de los cuales el 66 % (13 777 pers.) lo había hecho en otro municipio de la isla, un 26 % (5 323 pers.) en el propio municipio y un 8 % (1 646 pers.) procedía de otra isla del archipiélago. El resto de la población la componía un 11 % (3 097 pers.) de nacidos en el resto de España y un 16 % (4 540 pers.) de nacidos en el Extranjero, sobre todo en Venezuela.
| Entidad singular               | Habitantes |
| ------------------------------ | ---------- |
| Araya                          | 1 603      |
| Barranco Hondo                 | 3 169      |
| Las Caletillas                 | 4 079      |
| Candelaria (capital municipal) | 15 479     |
| Las Cuevecitas                 | 1 209      |
| Igueste                        | 2 252      |
| Malpaís                        | 592        |
| Total                          | 28 383     |

### Economía
La principal actividad económica son los servicios, sobre todo el comercio centrado en la zona de Las Caletillas-Candelaria, y la industria, asentada en el polígono industrial del Valle de Güímar. El sector primario está presente, de manera minoritaria, con algo de agricultura y ganadería. La actividad pesquera se centra en su pequeño muelle y en la acuicultura.

## Administración y política

### Gobierno municipal
El municipio está regido por su ayuntamiento, formado por veintiún concejales.
| Periodo   | Nombre                            | Partido | Partido                                      |
| --------- | --------------------------------- | ------- | -------------------------------------------- |
| 1979-1983 | Miguel Ángel González Marrero     |         | Partido Socialista Obrero Español (PSOE)     |
| 1983-1987 | Rodolfo Virgilio Afonso Hernández |         | Coalición Popular (CP)                       |
| 1987-1991 | Rodolfo Virgilio Afonso Hernández |         | Agrupación Tinerfeña de Independientes (ATI) |
| 1991-1994 | Antonio Acacio Hernández Marrero  |         | Agrupación Tinerfeña de Independientes (ATI) |
| 1994-1995 | José Antonio López Morales        |         | Agrupación Tinerfeña de Independientes (ATI) |
| 1995-1997 | Lorenzo A. Suárez Alonso          |         | Coalición Canaria (CC)                       |
| 1997-2001 | Rodolfo Virgilio Afonso Hernández |         | Coalición Canaria (CC)                       |
| 2001-2015 | José Gumersindo García Trujillo   |         | Partido Socialista Obrero Español (PSOE)     |
| 2015-act. | María Concepción Brito Núñez      |         | Partido Socialista Obrero Español (PSOE)     |

| Partido político | Partido político                                      | 1979   | 1983   | 1987   | 1991   | 1995   | 1999   | 2003   | 2007   | 2011   | 2015   | 2019   | 2023   |
| Partido político | Partido político                                      | Ediles | Ediles | Ediles | Ediles | Ediles | Ediles | Ediles | Ediles | Ediles | Ediles | Ediles | Ediles |
|                  | Agrupación Tinerfeña de Independientes (ATI)          | —      | —      | 8      | 7      | —      | —      | —      | —      | —      | —      | —      | —      |
|                  | Alianza Popular-Partido Popular (PP)                  | —      | 7      | —      | —      | 1      | 2      | 2      | 3      | 4      | 4      | 4      | 6      |
|                  | Alternativa Sí Se Puede por Tenerife (ASSPPT)-Podemos | —      | —      | —      | —      | —      | —      | —      | —      | 1      | 3      | 2      | 1      |
|                  | Ciudadanos (CS)                                       | —      | —      | —      | —      | —      | —      | —      | —      | —      | —      | 1      | —      |
|                  | Coalición Canaria (CC)                                | —      | —      | —      | —      | 8      | 7      | 3      | 5      | 5      | 5      | 2      | 2      |
|                  | Partido Socialista Obrero Español (PSOE)              | 6      | 6      | 5      | 6      | 8      | 8      | 12     | 13     | 11     | 8      | 11     | 11     |
|                  | Unión de Centro Democrático (UCD)                     | 5      | —      | —      | —      | —      | —      | —      | —      | —      | —      | —      | —      |
|                  | Unión del Pueblo Canario (UPC)                        | 2      | —      | —      | —      | —      | —      | —      | —      | —      | —      | —      | —      |
|                  | Vecinos por Candelaria (VxC)                          | —      | —      | —      | —      | —      | —      | —      | —      | —      | —      | 1      | 1      |
|                  | Vox                                                   | —      | —      | —      | —      | —      | —      | —      | —      | —      | —      | 1      | —      |

### Organización territorial
Forma parte de la Comarca del Valle de Güímar, a excepción de la superficie municipal incluida en el parque natural de la Corona Forestal, que se incluye en la Comarca del Macizo Central.
El municipio se divide, según el Instituto Nacional de Estadística, en siete entidades singulares de población divididas algunas a su vez en núcleos.
| Entidad singular               | Núcleos | Superficie |
| ------------------------------ | --- | ---------- |
| Araya                          | Araya La Florida La Punta Caitana Chicoro Morro los Valitos El Seifón                                                       | 12,6 km²   |
| Barranco Hondo                 | Barranco Hondo Rubén Marichal El Pringado                                                                                   | 8,05 km²   |
| Candelaria (capital municipal) | Aroba Brillasol Candelaria La Palma La Viuda Polígono industrial Punta Larga El Ramonal Icerse La Magdalena Lomo El Canario | 3,77 km²   |
| Igueste de Candelaria          | Igueste La Jiménez La Morrita La Guancha                                                                                    | 12,76 km²  |
| Las Caletillas                 | | 1,07 km²   |
| Las Cuevecitas                 | | 7,14 km²   |
| Malpaís                        | | 3,79 km²   |
| Total                          | Total | 49,18 km²  |

## Servicios

### Educación
El municipio cuenta con varios centros educativos repartidos por todo su término.
- Guardería Araya
- Escuela infantil Los Menceyes
- Centro de educación infantil La Cigüeña
- Colegio Carmen Álvarez de la Rosa
- Colegio público de Cuevecitas
- Colegio público de Malpaís
- Centro de educación infantil y primaria Araya
- CEIP Igueste
- CEIP Punta Larga
- CEIP Príncipe Felipe
- IES Punta Larga
- IES Santa Ana

### Sanidad
Cuenta con el Centro Médico de Candelaria, los centros de salud Villa de Candelaria y de Barranco Hondo, y con el consultorio de Igueste de Candelaria.

### Carreteras
Se accede al municipio principalmente a través de la Autopista del Sur TF-1 y de la carretera General del Sur TF-28.

### Transporte público
El municipio posee varias paradas de taxi, así como una estación de autobuses —guaguas—, quedando conectada mediante las siguientes líneas de TITSA:
| Línea | Trayecto                                                                     | Recorrido |
| ----- | ---------------------------------------------------------------------------- | --- |
| 111   | Sta. Cruz - Aeropuerto Sur - Los Cristianos - Costa Adeje                    | Horario/Línea                                                                                                   |
| 112   | Sta. Cruz - Arona (por Costa del Silencio)                                   | Horario/Línea                                                                                                   |
| 115   | Sta. Cruz - Las Galletas - Costa del Silencio                                | Horario/Línea (enlace roto disponible en Internet Archive; véase el historial, la primera versión y la última). |
| 116   | Sta. Cruz - Granadilla (por El Médano)                                       | Horario/Línea (enlace roto disponible en Internet Archive; véase el historial, la primera versión y la última). |
| 120   | Sta. Cruz - Güímar (por Candelaria y el Puertito de Güímar)                  | Horario/Línea                                                                                                   |
| 121   | Sta. Cruz - Güímar (por Arafo)                                               | Horario/Línea                                                                                                   |
| 122   | Sta. Cruz - Las Caletillas - Candelaria y polígono industrial de Güímar      | Horario/Línea                                                                                                   |
| 123   | Sta. Cruz - Araya (por Las Caletillas y Candelaria)                          | Horario/Línea Archivado el 29 de julio de 2016 en Wayback Machine.                                              |
| 124   | Sta. Cruz - Güímar (por Candelaria y Polígono I. de Güímar)                  | Horario/Línea Archivado el 29 de julio de 2016 en Wayback Machine.                                              |
| 126   | Candelaria - Guajara (Universidad) - H. U. La Candelaria - Intercambiador SC | Horario/Línea                                                                                                   |
| 127   | Taco - Güímar (por Barranco Hondo y Candelaria)                              | Horario/Línea                                                                                                   |
| 131   | Sta. Cruz - Igueste de Candelaria (por Las Caletillas)                       | Horario/Línea Archivado el 29 de julio de 2016 en Wayback Machine.                                              |
| 142   | Sta. Cruz - Añaza - Acorán - Barranco Hondo                                  | Horario/Línea                                                                                                   |

### Caminos
En el municipio se encuentran varios de los caminos homologados de la Red de Senderos de Tenerife:
- SL-TF 292 Samarines
- SL-TF 294 Los Brezos
- SL-TF 294.1 El Moralito
- SL-TF 296 La Mesa
- SL-TF 296.1 Barranco El Rincón
- SL-TF 296.2 Barranco Chacorche
- SL-TF 299 Lomo El Centeno

## Cultura

### Patrimonio
En el municipio se ha descrito un yacimiento paleontológico, situado en la localidad de Barranco Hondo, concretamente en el barranco de La Arena. En este lugar se encuentra un tubo volcánico cuya edad se sitúa en el período Holoceno, y en la zona cercana a la entrada del tubo se halla un gran depósito sedimentario en cuyos estratos aparecen abundantes restos de los lacértidos de gran tamaño gallotia goliath, gallotia simonyi y gallotia galloti.
En este municipio existen varias cuevas donde se han encontrado momias guanches, como por ejemplo en los siguientes lugares:
- Laderas de Araya: varias momias, una infantil.
- Cumbres de Araya: varias momias.
- Malpaís de Candelaria: datación de muestras de tejido muscular de restos momificados: 1133 + 77 d. C.
- Barranco las Goteras-Araya: cuatro momias.

También hay que destacar que en la cueva de Achbinico han aparecido diversos utensilios arqueológicos de época guanche.
El municipio cuenta con tres elementos declarados Bien de Interés Cultural:
- Monumento Santuario de la Virgen de Candelaria y Convento y bienes muebles vinculados[37]

- Monumento Pozo de la Virgen de Candelaria[38]

- Sitio Histórico Camino de Candelaria[39]

### Fiestas
Durante todo el año Candelaria celebra diferentes festividades a lo largo y ancho del municipio, siendo días festivos locales el Martes de Carnaval y el 26 de julio, festividad de Santa Ana.
Entre las fiestas del municipio destacan:
| Fecha                                 | Celebración                                             | Lugar                                           | Actos destacados                                                      |
| ------------------------------------- | ------------------------------------------------------- | ----------------------------------------------- | --------------------------------------------------------------------- |
| 2 de febrero                          | Festividad Litúrgica de Nuestra Señora de la Candelaria | Candelaria Casco                                | Procesión de Las Candelas el día 1 de febrero                         |
| 3 de febrero                          | San Blas                                                | Candelaria Casco                                | Bendición de los Panes                                                |
| Entre febrero y marzo                 | Carnaval                                                | Candelaria Casco                                | Encuentro Regional de Murgas                                          |
| Entre marzo y abril                   | Semana Santa                                            | Todo el municipio                               |                                                                       |
| 19 de marzo                           | San José                                                | Barranco Hondo                                  |                                                                       |
| 1.er domingo de mayo                  | Virgen de la Rosa                                       | Las Cuevecitas                                  |                                                                       |
| 1.er domingo de mayo                  | Festival Intercultural India-Canarias                   | Candelaria Casco                                | Gastronomía, cultura y tradiciones de la India                        |
| Último domingo de mayo                | San Isidro Labrador                                     | Araya                                           | Romería                                                               |
| 13 de junio                           | San Antonio de Padua                                    | Malpaís                                         |                                                                       |
| 24 de junio                           | San Juan Bautista                                       | Araya, Igueste de Candelaria y Candelaria Casco |                                                                       |
| Entre el 16 de julio y el 26 de julio | Virgen del Carmen y Santa Ana                           | Candelaria Casco                                | Embarcación de la Virgen del Carmen                                   |
| Julio                                 | Festival de la Canción de Candelaria                    | Candelaria Casco                                |                                                                       |
| 2.º domingo de julio                  | Cristo de la Buena Muerte                               | Barranco Hondo                                  |                                                                       |
| 2.º domingo de agosto                 | Santísima Trinidad                                      | Igueste de Candelaria                           |                                                                       |
| 15 de agosto                          | Virgen de Candelaria                                    | Candelaria Casco                                | Romería-Ofrenda, Ceremonia del Hallazgo de la Virgen por los guanches |
| Último sábado de agosto               | Virgen del Mar                                          | Las Caletillas                                  |                                                                       |
| Último domingo de agosto              | Santa María Magdalena                                   | Las Caletillas                                  |                                                                       |
| 2.º domingo de octubre                | Virgen de los Dolores                                   | Barranco Hondo                                  |                                                                       |
| Último domingo de octubre             | Santa Rita de Casia                                     | Araya                                           |                                                                       |
| 30 de noviembre                       | San Andrés Apóstol                                      | Las Cuevecitas                                  |                                                                       |
| 8 de diciembre                        | Inmaculada Concepción                                   | Igueste de Candelaria                           |                                                                       |

Fiesta de la Candelaria

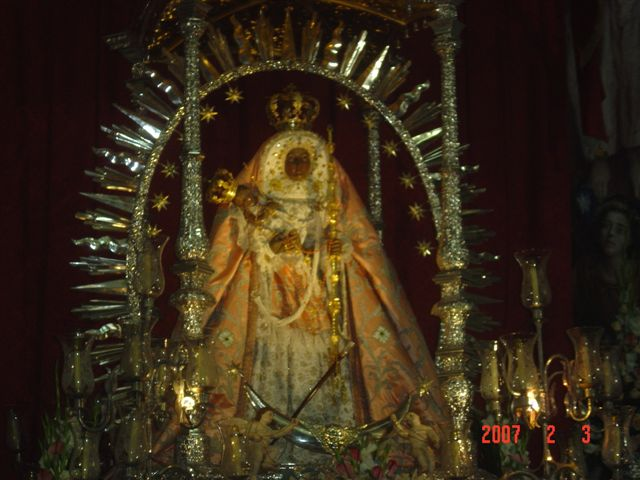
Imagen de la Virgen de Candelaria (Patrona de Canarias) en su trono procesional para celebrar sus fiestas

Cada 15 de agosto se celebra la Fiesta de la Candelaria dedicada a la Patrona del Archipiélago Canario, la Virgen de Candelaria. Durante la víspera los fieles hacen peregrinación caminando desde todos los lugares de la isla, llegando también personas de otras islas. En este día se lleva a cabo además una representación del encuentro de la Virgen por los guanches. El Día Grande se realiza la eucarística presidida por el obispo de Tenerife, contando con la presencia de las máximas autoridades civiles, y la procesión de la imagen alrededor de la plaza de la Patrona de Canarias. La Fiesta de la Virgen de Candelaria del 15 de agosto tiene la consideración de Fiesta de Interés Turístico Nacional de España.
Las fiestas se celebran dos veces al año, en febrero y en agosto. Ambas poseen gran participación y variedad de actos. Entre los principales destacan:
- Febrero (Festividad litúrgica)
  - 24 de enero: Misa de apertura de las fiestas de febrero, día de la conmemoración del aniversario de la designación del Santuario de Candelaria como basílica menor.
  - Último fin de semana de enero: Marcha Infantil Misionera.
  - 1 de febrero: Procesión de Las Candelas.
  - 2 de febrero: Misa Pontifical y posterior procesión.
  - 3 de febrero: Misa y procesión de San Blas.

- Agosto (Festividad popular)
  - Primera semana de agosto: Lectura del Pregón.
  - 14 de agosto: Ceremonia del Hallazgo de la Virgen y posterior procesión.
  - 15 de agosto: Solemne Misa Pontifical y posterior procesión. Por la noche Romería Ofrenda de las Islas Canarias a su patrona.
  - Domingo siguiente al 15 de agosto: Octava de la Virgen, misa de acción de gracias y posterior procesión.

### Deporte

#### Béisbol
El municipio tiene un equipo de béisbol llamado Rojos de Candelaria Béisbol Club.

#### Lucha canaria
Candelaria es uno de los principales focos de afición a la lucha canaria en el archipiélago, contando con dos equipos con mucha tradición e importancia en el panorama deportivo, el Club de Lucha Araya y el Club de Lucha Arguama de Igueste de Candelaria.

#### Fútbol
Además, el municipio destaca en el apartado futbolístico. En Candelaria se encuentra el Club Deportivo Candela, un club de fútbol fundado en 1940, participando en las categorías del fútbol regional de segunda, primera, preferente e incluso tercera división. Aparte del Candela, también el municipio cuenta con otro equipo de fútbol, el Club Deportivo Igueste de Candelaria, y que representa la escuela municipal de fútbol de Candelaria, además del Club Atlético Barranco Hondo.
Es frecuente el crecimiento del ánimo futbolístico en los derbis contra los otros equipos de la comarca del Valle de Güímar, como el Club Deportivo Arafo, la Unión Deportiva María Auxiliadora y sobre todo contra la Unión Deportiva Güímar.

#### Atletismo
El Club de Atletismo Trotamundos de Candelaria es uno de los principales clubs de atletismo de Tenerife. Además de competir en las diferentes categorías atléticas realiza una labor de escuela con las categorías menores.

#### Patinaje artístico
El municipio cuenta con el patinaje artístico como uno de sus deportes por excelencia, cuenta con el Club Patinart para realizar este deporte.

### Religión
La población creyente del municipio profesa principalmente la religión católica, estando repartida la feligresía en ocho parroquias —San Andrés Apóstol, San Antonio de Padua, San José, San Juan Bautista, San Juan Macías, Santa Ana, Santa María Magdalena y Santísima Trinidad— pertenecientes al arciprestazgo de Güímar de la diócesis de Tenerife.
El municipio se encuentra bajo el patronazgo religioso de Santa Ana.
La Virgen de Candelaria es la patrona de las Islas Canarias, y fue nombrada alcaldesa honoraria y perpetua de la villa el 29 de junio de 1990, siéndole entregado el bastón de mando por el alcalde el 6 de febrero de 1994, en la octava de la festividad de la Virgen.

### Monumentos y lugares de interés

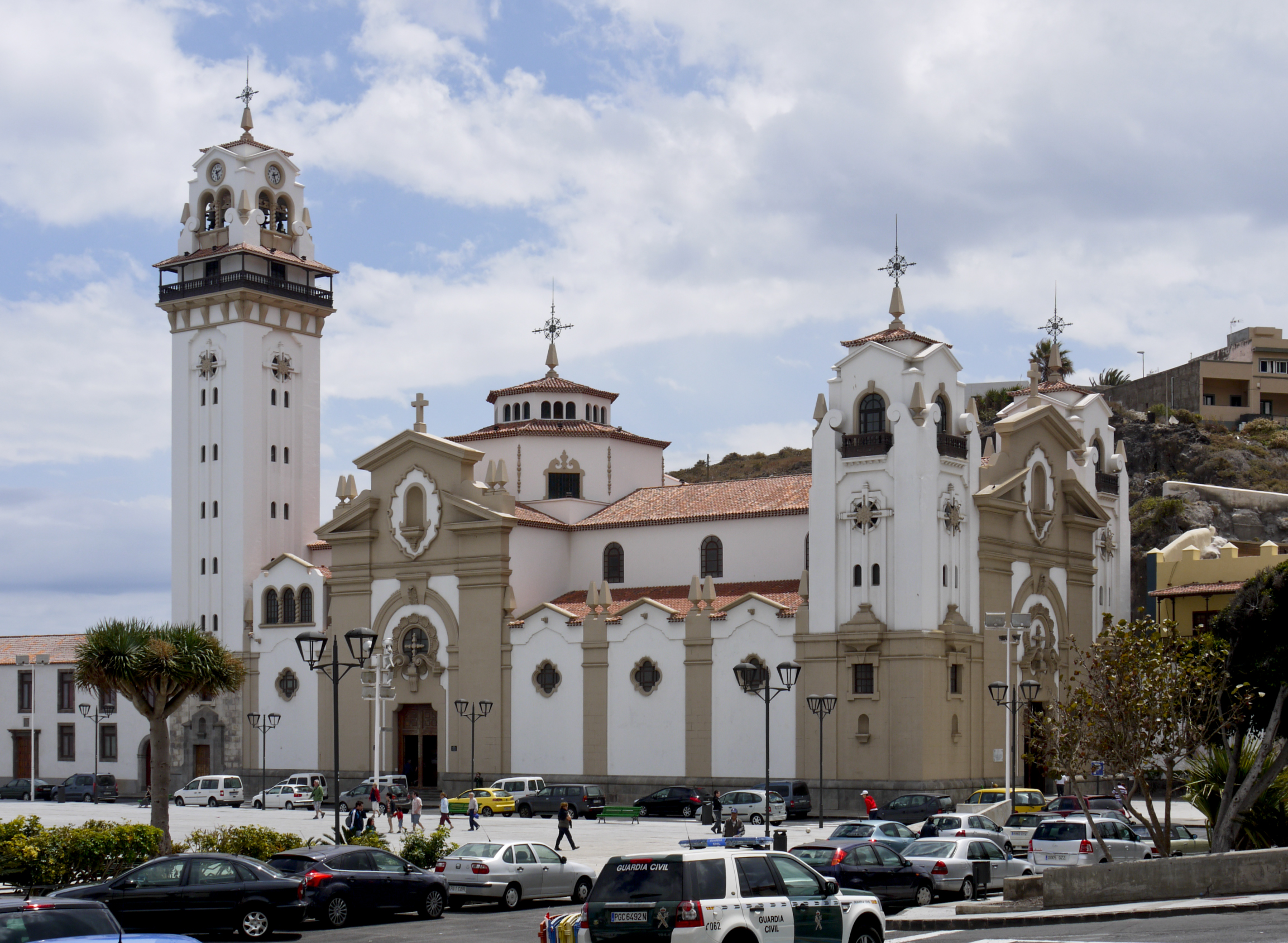
Basílica de Nuestra Señora de la Candelaria, cuyo elemento exterior más destacado es su campanario

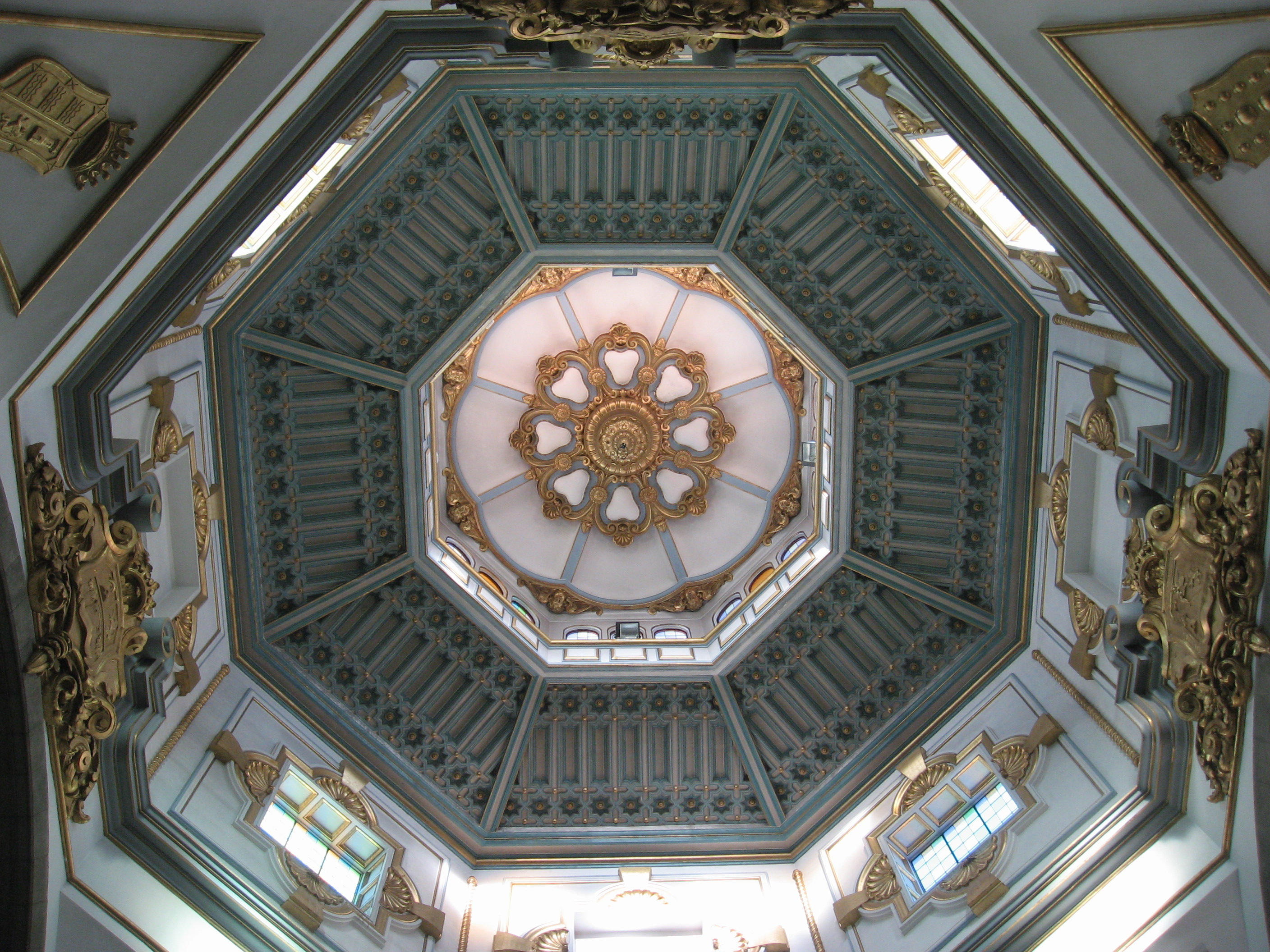
Cúpula de la basílica desde el interior, en él se aprecian los escudos de las siete islas canarias

Basílica de Nuestra Señora de Candelaria
Declarada Bien de Interés Cultural, es el templo más importante del municipio y uno de los principales templos del archipiélago, al ser el lugar donde se encuentra la imagen de la Patrona de Canarias, Nuestra Señora la Virgen de Candelaria. Es de hecho el primer templo mariano de Canarias, así como uno de los principales santuarios marianos de peregrinación de España.
La actual basílica data de 1959 y fue construida sobre una antigua iglesia. Destaca su alta torre-campanario. A sus pies se encuentra la plaza de la Patrona de Canarias. En 2011 el templo recibió el título de basílica menor por parte del Papa Benedicto XVI.
Cueva de Achbinico
La cueva de Achbinico, también llamada cueva de San Blas, fue el más importante santuario cristiano de la isla tras la conquista y el primer santuario de Canarias en ser dedicado a la Virgen María, en este lugar los guanches rindieron culto a la Virgen de Candelaria, que según algunos investigadores tuvo significación esotérica. Esta cueva se encuentra detrás de la basílica de Candelaria y es visitada por peregrinos, los cuales suelen llevar y dejar velas encendidas y hacer peticiones a la Virgen. Dentro de la cueva hay una réplica en bronce de la Virgen de Candelaria.
Iglesia de Santa Ana

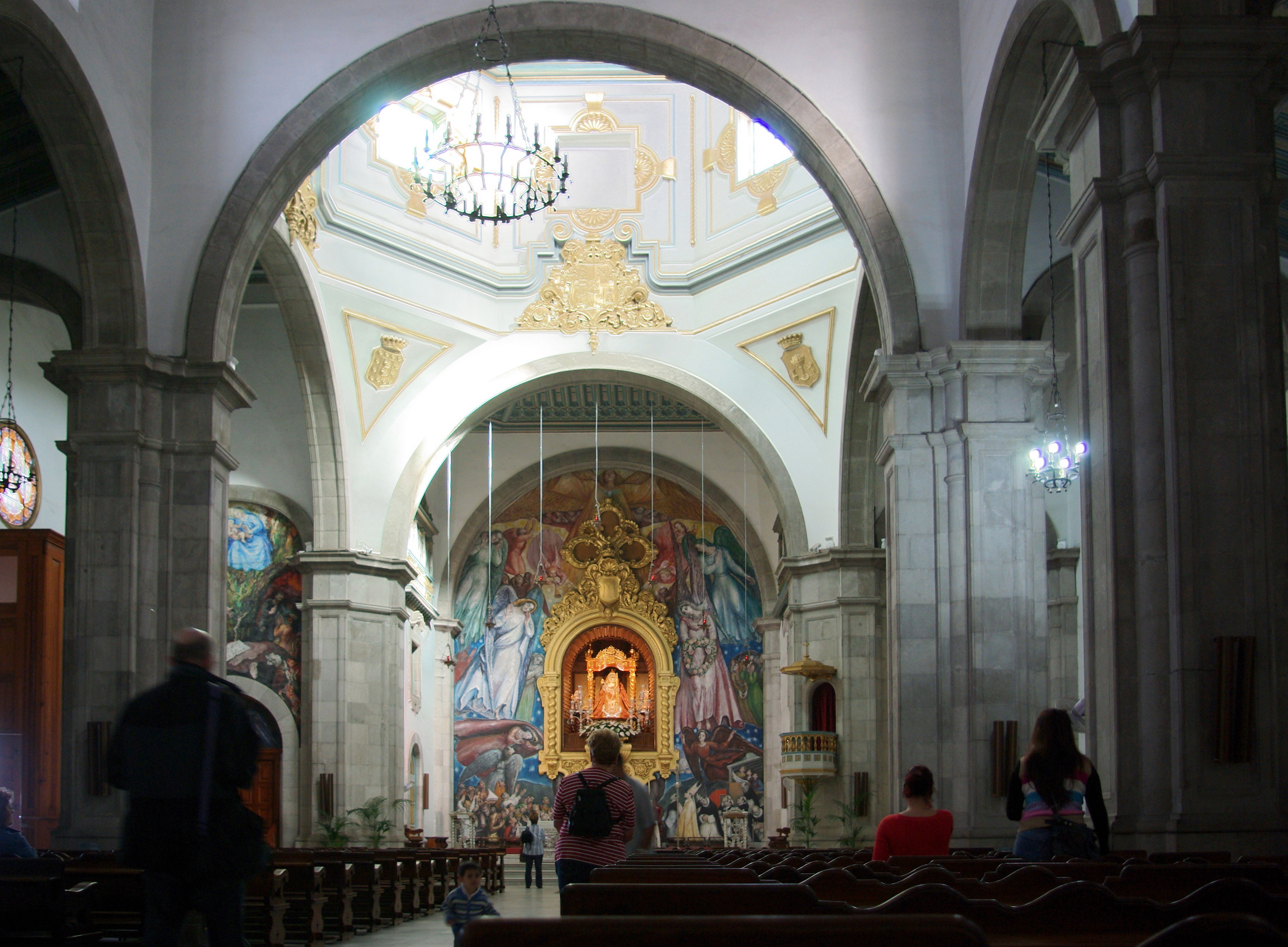
Interior de la basílica de La Candelaria. En el altar-camarín, la imagen de la virgen de Candelaria

Espaciosa construcción de mediados del siglo xviii, levantada sobre una ermita del siglo xvi. Posee artesonado de inspiración mudéjar e imágenes de la escuela canaria de los siglos xvii y xviii —la imagen del Crucificado es del xvii y conserva unas interesantes tallas del grupo de la Santa Cena—.
Real Convento de los Dominicos
Al lado de la basílica se alza el Real Convento de Nuestra Señora de la Candelaria, popularmente conocido como Convento de los Dominicos de Candelaria. Construido en 1803 tras sufrir un incendio el primitivo convento, está regentado por los dominicos, que desde 1530 son los capellanes de la Candelaria.
En su capilla acoge un Museo en el que se exponen objetos relacionados con la historia y el culto a la Virgen de Candelaria.
Calle Obispo Pérez Cáceres

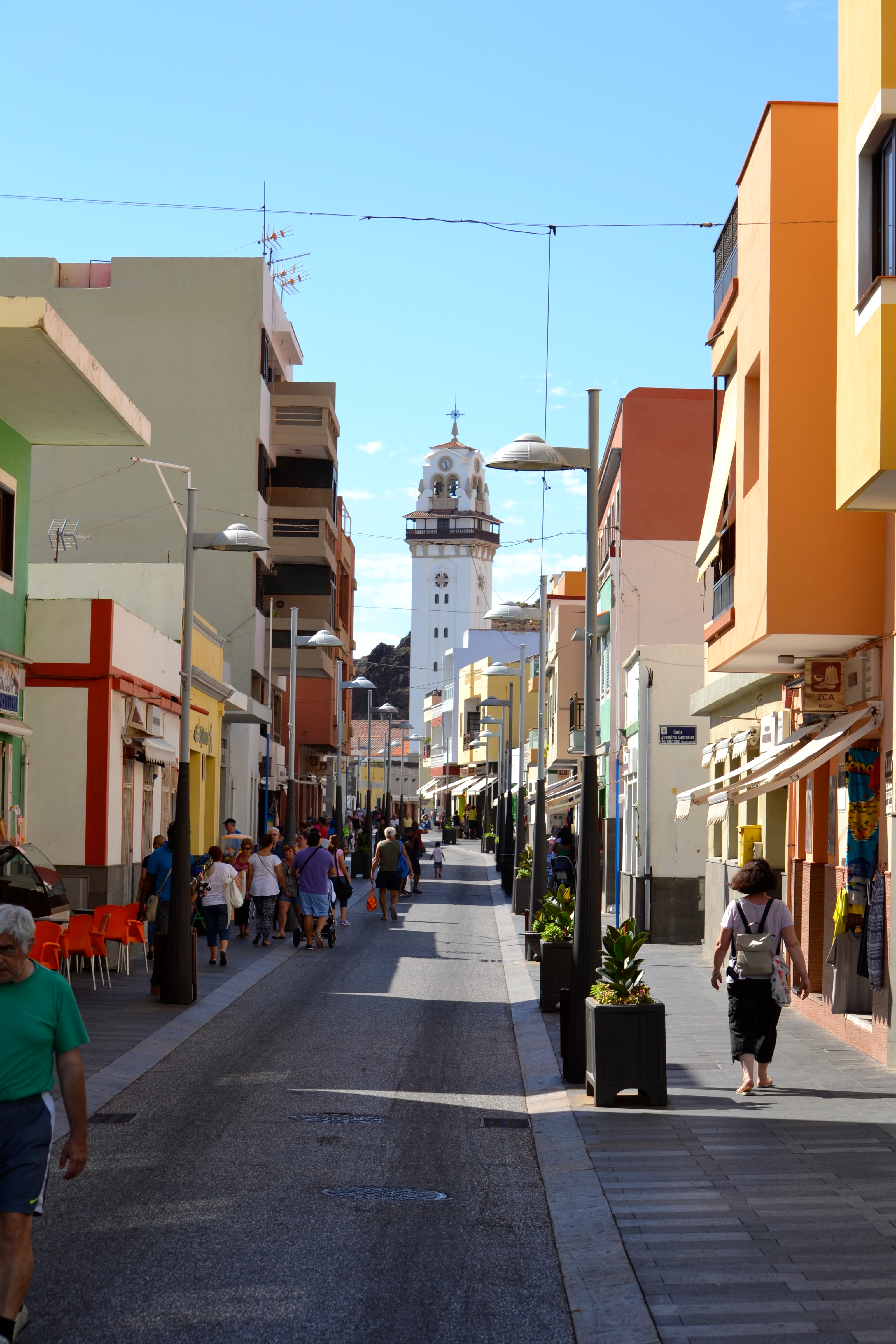
Calle Obispo Pérez Cáceres, principal vía comercial del municipio

Conocida popularmente como calle de la Arena, discurre de forma paralela a la costa y al paseo marítimo hasta la plaza de la Patrona de Canarias, lugar donde se encuentra la basílica de Nuestra Señora de la Candelaria, la torre mayor del campanario de la basílica aparece prácticamente centrada en el eje de la calle como punto de referencia. Se ha convertido en la calle comercial del municipio por excelencia donde se puede encontrar diferentes establecimientos de souvenirs, imaginería religiosa y artesanía del lugar.
Plaza de la Patrona de Canarias
Amplio lugar de encuentro de peregrinos y de celebración de grandes eventos festivos del municipio. Destacan las majestuosas figuras en bronce que representan a los nueve menceyes o reyes guanches que gobernaban en la isla en el momento de la conquista.
Antiguo ayuntamiento de Candelaria
El edificio del antiguo ayuntamiento de Candelaria, también llamado Casa Cabildo o Palacio Episcopal, se encuentra junto a la basílica y destaca su gran balcón canario que se sitúa justo encima de la fuente de los Peregrinos. El edificio fue construido para dar alojamiento a los regidores, beneficiados y obispos que venían desde La Laguna, antigua capital de la isla, a disfrutar de las fiestas en honor a la Virgen. Más tarde, este edificio tuvo muchos usos entre ellos ayuntamiento de la Villa y colegio del municipio. En la actualidad este inmueble se utiliza como sala de exposiciones temporales y en un futuro se proyecta como centro de interpretación de la Villa, es decir, como Museo de la Virgen de Candelaria.
Plaza de la Villa de Teror
Se trata de una de las plazas centrales del municipio, en donde se encuentra la parada de autobús central del casco de Candelaria. Esta plaza recuerda el hermanamiento en 1991 de las villas marianas de Candelaria y Teror (Gran Canaria), el cual se realizó debido principalmente a que en ambas villas se veneran las dos imágenes marianas más populares del archipiélago canario: la Virgen de Candelaria y la Virgen del Pino. En un extremo de la plaza se encuentra un monumento de piedra en forma de puerta, con el nombre de la plaza y los escudos ambas villas marianas. En la citada Villa Mariana de Teror también existe la fuente de La Candelaria que recuerda el mismo acontecimiento.

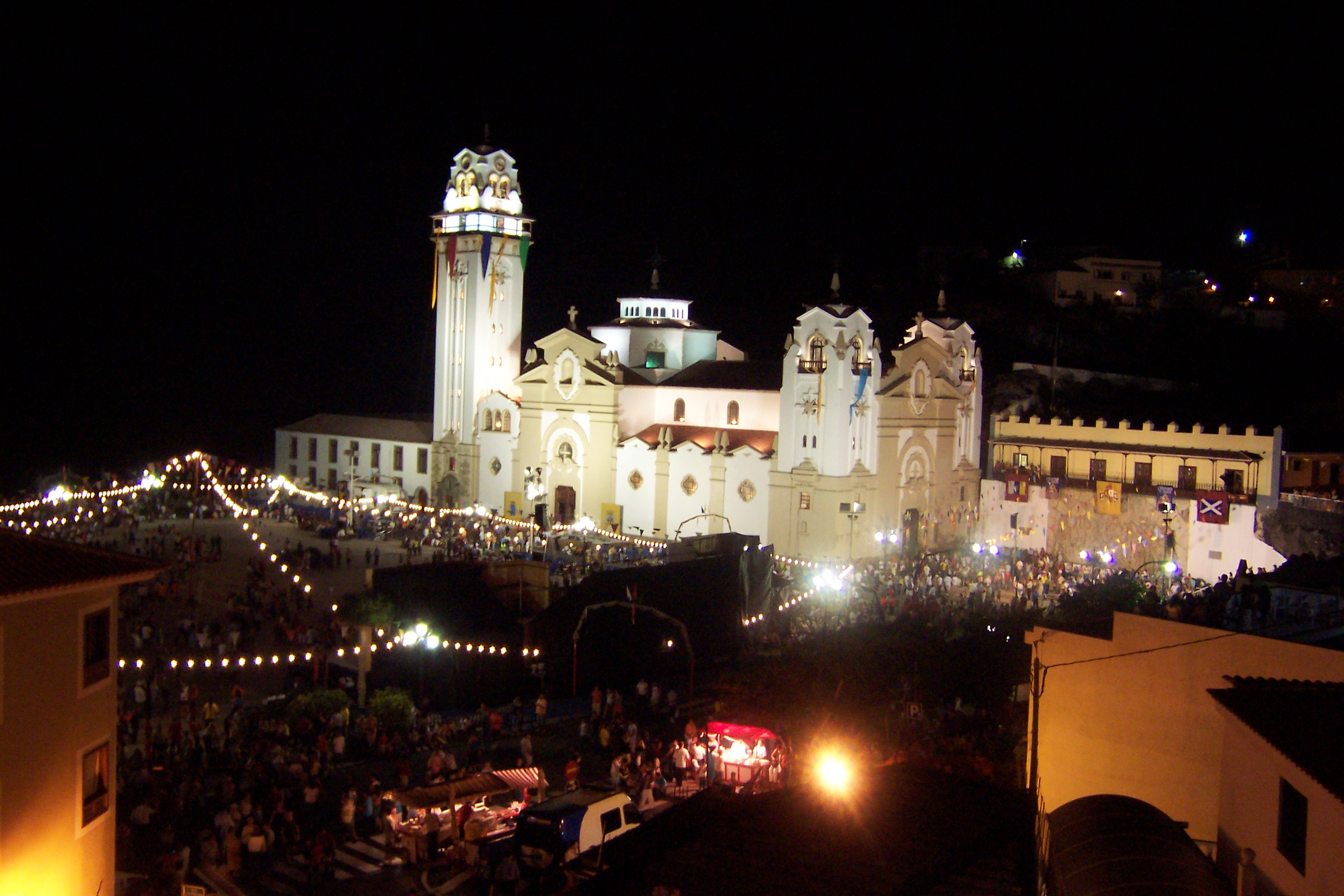
Exterior de la basílica, la noche de la peregrinación a Candelaria
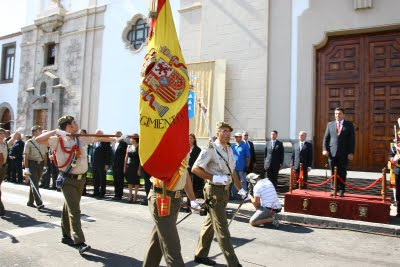
Parada militar ante el representante del Rey durante las Fiestas de la Virgen el 15 de agosto delante de la basílica
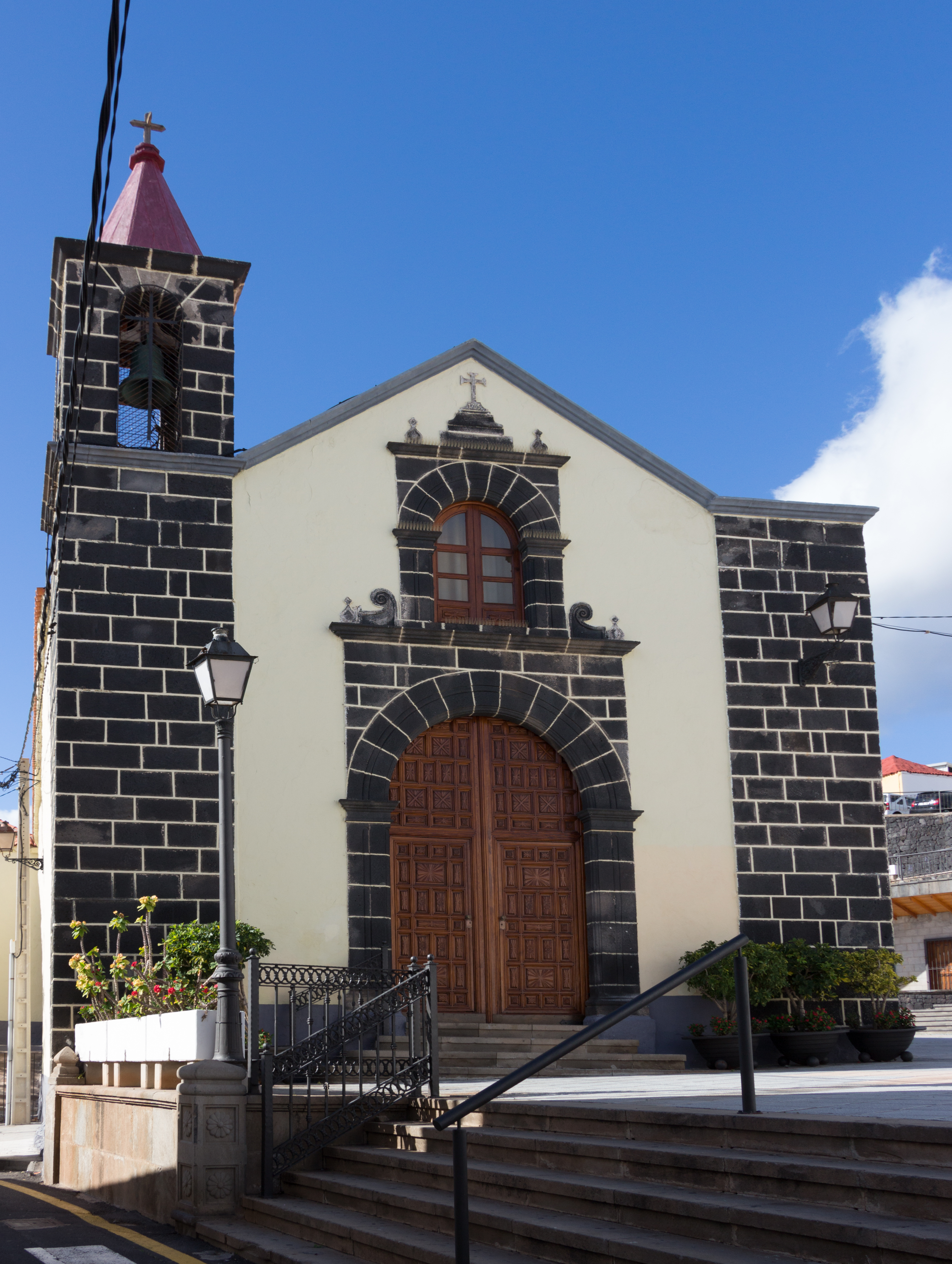
Iglesia de Santa Ana, parroquia matriz del municipio de Candelaria
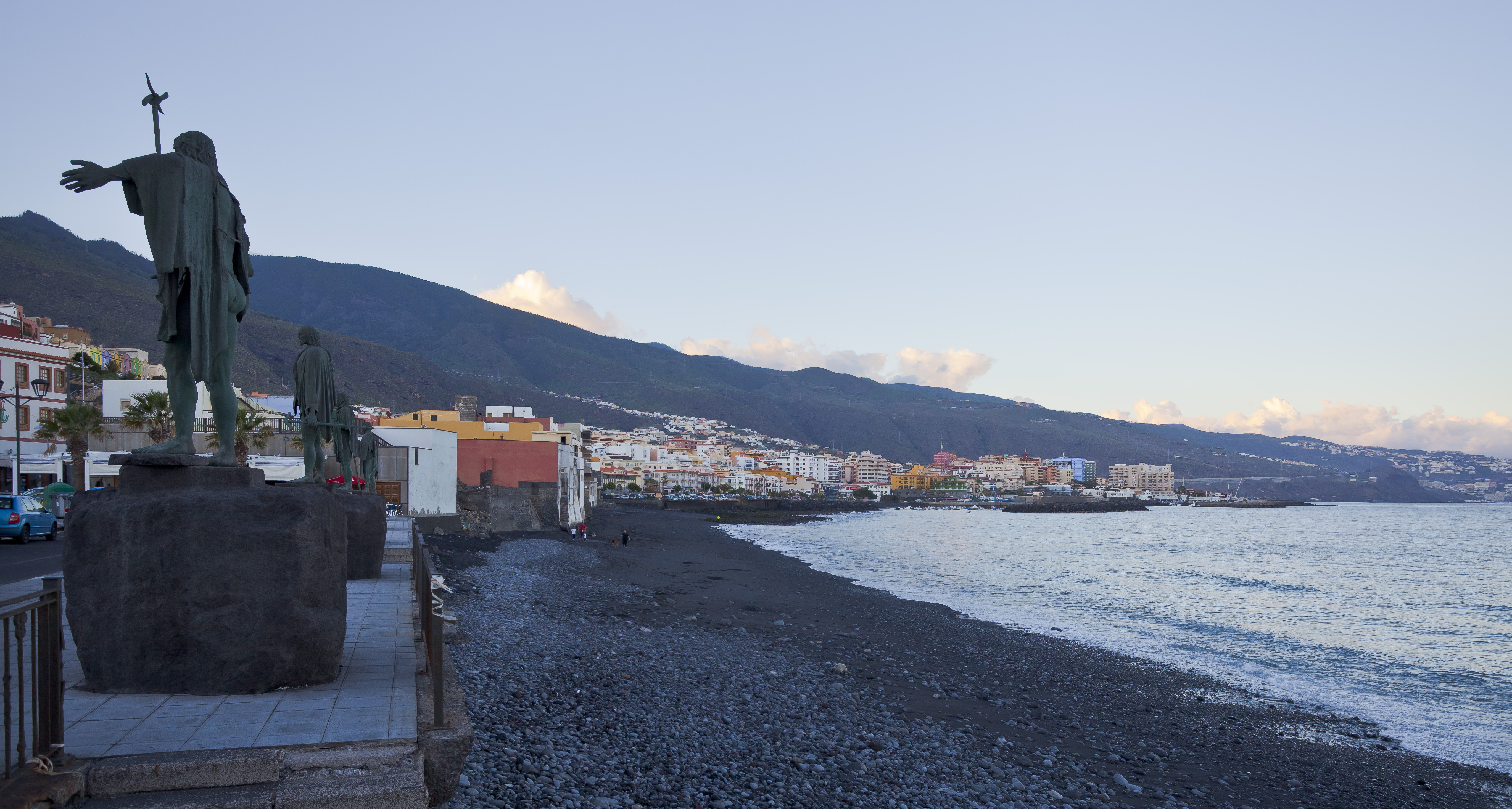
Vista de la localidad desde la basílica con la escultura al Mencey Beneharo en primer plano

## Personas destacadas
Entre los personajes históricos o ilustres nacidos o vinculados a Candelaria destacan:
- Antón Guanche (siglos XIV o XV): nacido en algún lugar del Valle de Güímar, fue un nativo aborigen guanche. Es conocido básicamente porque fue quién trasmitió a su pueblo el significado religioso-católico de la Virgen de Candelaria, cuya talla había sido encontrada años antes por los propios aborígenes. Fue el primer custodio de la Virgen. Murió según se cree en el actual municipio de Candelaria.
- Fray Alfonso de Bolaños (siglo XV): fraile franciscano que estableció un eremitorio en la cueva de Achbinico en la actual Candelaria en la época previa a la conquista. Se le apoda el «Apóstol de Tenerife», pues inició un proceso evangelizador en esta isla décadas antes de su conquista.
- Fray Alonso de Espinosa (siglo XVI): sacerdote dominico e historiador, primer cronista oficial de la isla de Tenerife. Espinosa puso por escrito la leyenda de la aparición de Nuestra Señora de la Candelaria a los guanches, la cual tuvo lugar aproximadamente entre 1392-1401.
- Antonia Tejera Reyes (1908-1983): famosa médium popularmente conocida como «La Iluminada de Candelaria».
- María Mérida (1925-2022): cantante de folclore canario y una de las voces más representativas de la música de las islas. Vinculada a la Villa de Candelaria desde su infancia por sus frecuentes peregrinaciones al santuario de la Virgen y pregonera de las fiestas de agosto de 2017.[46]
- Jesús Mendoza González (1944-2013): sacerdote dominico, párroco de Candelaria, prior del Convento Real y rector del Santuario de Ntra. Sra. de Candelaria.[23]

## Localidades hermanadas
Los municipios hermanados con Candelaria son:
- Arafo, provincia de Santa Cruz de Tenerife
- Güímar, provincia de Santa Cruz de Tenerife
- Teror, provincia de Las Palmas
- Rota, provincia de Cádiz
- Candelaria, Cuba
- Puno, Perú